# 厄尔河畔马西伊
厄尔河畔马西伊（法語：Marcilly-sur-Eure，法語發音：[maʁsiji syʁ œʁ]）是法国厄尔省的一个市镇，位于该省东南部，属于埃夫勒区。

## 地理
厄尔河畔马西伊（48°49'35"N, 1°20'48"E）面积15.48 平方千米，位于法国诺曼底大区厄尔省，该省份为法国北部内陆省份，北起滨海塞纳省，西接奧恩省和卡爾瓦多斯省，南至厄尔-卢瓦省，东临瓦兹省、瓦兹河谷省和伊夫林省。
与厄尔河畔马西伊接壤的市镇（或旧市镇、城区）包括：库尔德芒什、克罗特、伊利耶莱韦克、利涅罗勒、盧伊、索雷勒-穆塞勒、阿邦当、圣洛朗德布瓦。

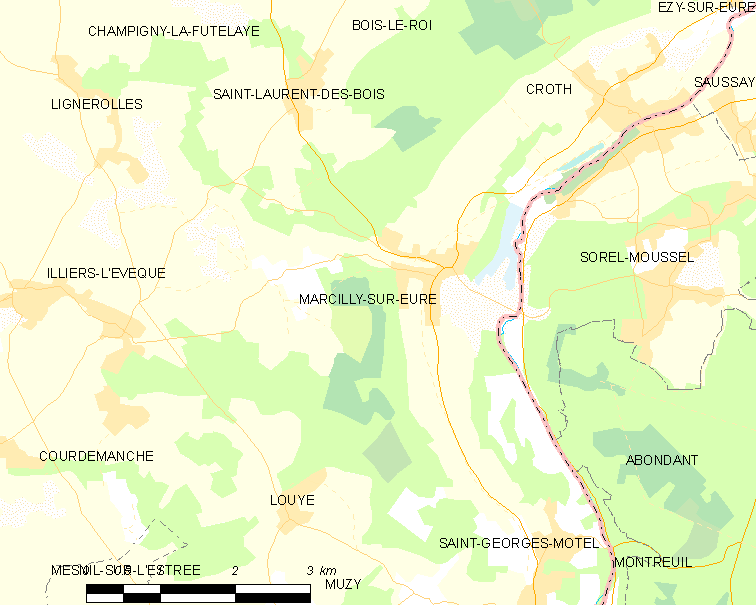
厄尔河畔马西伊的OSM定位图

厄尔河畔马西伊的时区为UTC+01:00、UTC+02:00（夏令时）。

## 行政
厄尔河畔马西伊的邮政编码为27810，INSEE市镇编码为27391。

## 政治
厄尔河畔马西伊所属的省级选区为圣安德烈德勒尔县。

## 人口

1962-2008年间厄尔河畔马西伊人口变化图示

厄尔河畔马西伊于2022年1月1日时的人口数量为1611人。